# Warnes
Warnes es una ciudad y municipio de Bolivia, capital de la provincia de Warnes en el departamento de Santa Cruz. La ciudad está ubicada a 30 km al norte de la ciudad de Santa Cruz de la Sierra y a una altitud de 340 m s. n. m. Warnes tiene 214,216 habitantes en 2020 y se encuentra dentro del área metropolitana de Santa Cruz de la Sierra.

## Historia
Se cree que Warnes y Paurito son las comunidades más antiguas, según el investigador P. Adrián Melgar y Montaño en 1760 en un establecimiento agrícola del Presbítero José Molina Campos mandó a construir una capilla y paulatinamente surgió el pueblo alrededor de ella.
En 1790 apareció como capellán el P. Molina Campos. Llevaba el nombre de la “Enconada”, el Dr. Plácido Molina M. dice que este nombre sería de mala pronunciación de la “RINCONADA”. El padre José Molina Campos es considerado fundador del pueblo, según el ibro Historia de Santa Cruz.
En 1891 la población toma el nombre definitivo de Warnes en homenaje al Caudillo y Héroe de la Independencia, el coronel argentino Ignacio Warnes.

## Clima
El clima de Warnes puede ser clasificado como clima tropical de sabana (Aw), de acuerdo con la clasificación climática de Köppen.

## Demografía
De acuerdo con el censo boliviano de 2024, la población del municipio de Warnes es de 150 803 habitantes.
La población del municipio casi se cuadriplicó entre 1992 y 2024:
| Año  | Habitantes (municipio) | Fuente |
| ---- | ---------------------- | ------ |
| 1992 | 38.285                 | Censo  |
| 2001 | 41.570                 | Censo  |
| 2012 | 96.406                 | Censo  |
| 2024 | 150.803                | Censo  |

## Economía
Warnes es a su vez una ciudad industrial y turística, esta combinación hace que sea un lugar atractivo para todos los visitantes que llegan. Entre sus industrias se destaca la planta procesadora de productos lácteos IPILCRUZ, la fábrica de cemento Warnes, el centro de acopio de la fábrica de aceite FINO, Sobolma, Industrias Venado, Cerámica Norte, Incerpaz, la fábrica de medicamentos ABD, la fábrica de abonos químicos, Telares Santa Cruz, TERMOELECTRICA WARNES, muy pronto contara con un parque eólico y otros.
Por el municipio pasa la Ruta Nacional 4 que une las ciudades de Santa Cruz de la Sierra y Cochabamba, donde también se ubica el Aeropuerto Internacional Viru Viru.
Debido a un arreglo con el Gobierno municipal de Santa Cruz de la Sierra, el municipio Warnes recibe un porcentaje de las recaudaciones aduaneras que genera el Aeropuerto Internacional Viru Viru. Esta participación ha convertido al municipio de Warnes en uno de los más sólidos económicamente del país.

## Turismo
En Warnes se encuentran el Hotel Río Selva y la Sociedad Rural del Oriente que atraen a diferentes visitantes. También allí se encuentran los parques acuáticos Aqualand y PlayLand Park. También se puede visitar la catedral de Warnes en donde se venera a la Virgen del Rosario.